# Fortune Center
Il Fortune Center, noto anche come Yuexiu Financial Tower (in cinese: 越秀金融大厦), è un grattacielo di Canton, città cinese della provincia di Guangdong. La sua costruzione è stata avviata nel 2011, per essere poi ultimata nel corso del 2015. L'edificio è alto 309,4 metri e comprende 68 piani (più 4 ulteriori piani sotterranei).